# Parc ethnographique de la région de Dobrzyń et de Couïavie à Kłóbka
 (juin 2020).
Le parc ethnographique de la région de Dobrzyń et de Couïavie à Kłóbka est situé des deux côtés de la vallée de la rivière Lubieńka et se compose d'un ancien village, d'un complexe de parcs ainsi que de manoirs ayant précédemment appartenu à la famille Orpiszewski. 
Il couvre une superficie de 13 hectares avec 18 objets d'architecture folklorique collectés dans deux secteurs : la Couïavie (deux fermes) et la région de Dobrzyń (une ferme). Les bâtiments en bois avec mobilier intérieur, objets et outils traditionnels illustrent la vie quotidienne des familles paysannes de la fin du XVIIIe siècle aux années 1930. L'un des manoirs abrite une exposition d'anciens intérieurs mais aussi une exposition biographique et artistique de Maria Orpiszewska de la famille Wodzińscy, la fiancée de Frédéric Chopin. Dans le parc, on trouve un parcours d'éducation historique et naturelle. 

## Plan du musée en plein air
| Secteur rural 1. Abri pour machines agricoles 2. Poterie 3. Ferme Couïavienne I 4. Chapelle Saint-Antoine 5. Ferme Couïavienne de Zalesie 6. Forge de Chełmiec 7. Moulin à vent de Zaduszniki 8. École 9. Auberge de Wielkie Pułkowo 10. Ferme de Dobrzyń 11. La chapelle avec Notre-Dame de Skępsk 12. Caserne de pompiers - 24 Église de Brzeźno | Secteur des manoirs et des parcs - 14 Manoir d'Orpiszewscy - 15 « Tilleul Maria » - 16 Épicéas de Ludwik Orpiszewski - 17 Avenue des charmes de la « Petite Mamie » - 18 Verger d'arbres fruitiers indigènes - 19 Avenue des frênes de la « Grande Mamie » - 20 Point de vue sous le hêtre pourpre - 21 Cercle de châtaigniers « Cabinet vert » - 22 Chêne des insurgés - 23 Forêt d'aulnes et de frênes |